# Godofredo Achenwall
Godofredo Achenwall (Elbing, Prusia Oriental; 20 de octubre de 1719 - Gotinga, Electorado de Hannover; 1 de mayo de 1772). Fue un economista, conocido como el "inventor de la estadística".
Escribió obras sobre la historia de los Estados europeos, basados en derecho y economía política, tales como: "Elementos de Estadística de los principales Estados de Europa" y "Principios de Economía Política". A partir de 1738 estudió en el Jena, Halle, Jena y Leipzig nuevo.
En los años 1743 a 1746, trabajó como controlador de Dresde. Se le concedió su título de maestría en 1746 por la Facultad de Filosofía de Leipzig y se fue en el siguiente a Marburg para trabajar como asistente de profesor de historia de conferencias, estadísticas, natural y del derecho internacional. En 1748 fue llamado a la Universidad de Göttingen para convertirse en profesor extraordinario de filosofía, en 1753 profesor extraordinario de la ley y el profesor titular de filosofía. En 1761 el profesor de la ley natural y la política, en 1762 médico de ambas leyes.
En 1765, se convirtió en la corte Achenwall consejero de la Real Británica y el Tribunal Electoral de Hannover. Con el apoyo financiero del rey Jorge III, viajó a Suiza y Francia en 1751 y de Holanda e Inglaterra en 1759.
En economía y ciencias políticas, cuyo trabajo se destacó también en la estadística cuántica, que fue su trabajo más representativo, pertenecía a la escuela de "mercantilistas moderado", pero es en las estadísticas que él tiene un lugar muy alto. El trabajo por el cual él es el más conocido es su Constitución de la actual líder en los Estados de Europa, 1752. En este trabajo, dio una visión global de las constituciones de los diferentes países, se describe el estado de su agricultura, las manufacturas y el comercio, y con frecuencia suministran las estadísticas en relación con estas materias. Los economistas alemanes reclamaron por él el título de "padre de la estadística", pero escritores ingleses pusieron en duda, afirmando que ignoró las reclamaciones antes de William Petty y otros escritores anteriores sobre el tema. Achenwall dio curso al término la política, que propuso todos los conocimientos necesarios para el arte de gobernar.